# تلسنتر

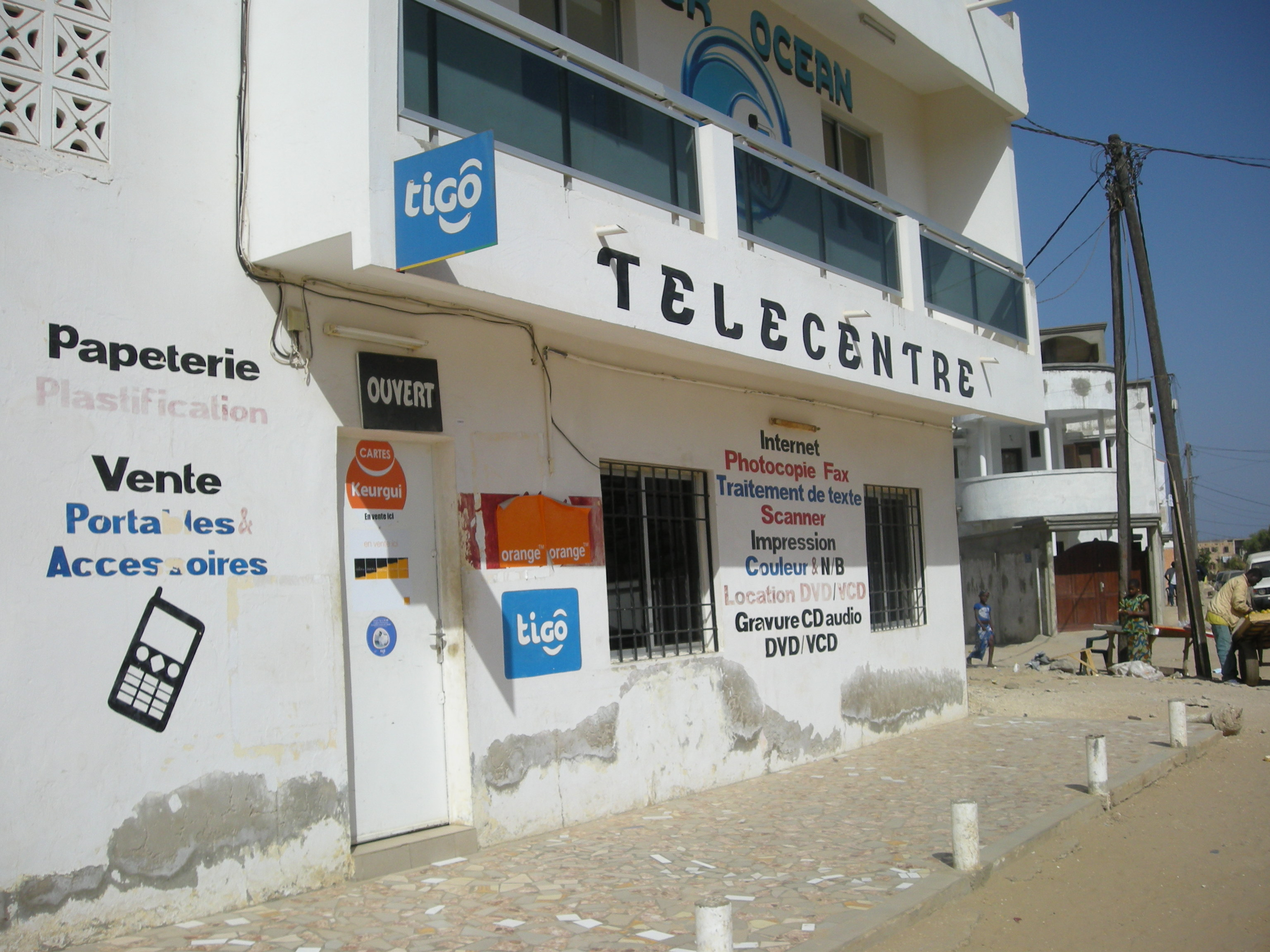

التلسنتر هو مكان عام يتمكن فيه الناس من الوصول إلى الإنترنت وأجهزة الحاسوب والتقنيات الرقمية الأخرى، والتي تمكنهم من الحصول على المعلومات والاتصال مع الآخرين وتنمية مهاراتهم في استخدام الحاسوب والتقنيات الرقمية. مراكز التلسنتر مع اختلافها تركّز على استخدام التقنيات الرقمية لدعم المجتمع والاقتصاد والتعليم والنمو الاجتماعي، كما تعمل على تقليل العزلة وردم الفجوة الرقمية وترقية المواضيع المربوطة بالصحة والتعليم وخلق الفرص الاقتصادية.
توجد التلسنتر في أغلب بلدان العالم ولكن بأسماء مختلفة، منها:
1. مركز الوصول العام للانترنت Public internet Access Centre
2. مركز القرية للمعرفة 		Village Knowledge Centre
3. -مركز المعلومات Information Centre
4. مركز التقنية للمجتمع		Community Technology Centre (CTC)
5. مركز الوسائط المتعددة للمجتمعات Community Multimedia Centre (CMC)
6. مركز الأغراض المتعددة للمجتمع Multipurpose Community technology Centre (MCT)
7. مركز خدمة المجتمع Community Service Centre (CSC)

## أنواعها
هناك عدة أنواع للتلسنتر تبعاً لأنواع الإدارة القائمة فيها:
- التلسنتر التجاري

وهي تؤسس بصورة تجارية، الغرض منها الربح وتساعد في الوصول إلى خدمات الإنترنت مثل البريد الإلكتروني والتصفح وغيرها.
- التلسنتر الجامعي

بالإضافة إلى توفير الاتصال لمراكز البحوث فإن التلسنتر الجامعي يستطيع تقديم خدمات مثل التدريب، إقامة العلاقات الاجتماعية خلال شبكات التواصل، كما أن التلسنتر الجامعي يمكن أن يكون نموذجاً يحتذى به في القطاع الخاص والعام، كما أنه للمحافظة على استدامة الخدمات فان الخدمة يجب أن تقدم بسعر التكلفة.
- تلسنتر المدارس

وهي تقام في المدارس وتقدم خدماتها صباحاً للتلاميذ ويمكن الاستفادة منها بعد نهاية اليوم الدراسي بواسطة الجمهور.هذه التلسنتر المدرسية تكون مفيدة أيضاً لتلاميذ المدارس وكلما تقاربت العلاقة بين الآباء والأساتذة كلما زادت المشاركة المجتمعية وعلى غرار التلسنتر الجامعية يمكن دفع رسوم مقابل الخدمات التي تقدمها التلسنتر المدرسية وذلك للمحافظة على استدامتها ويصلح هذا النوع من التلسنتر في المدن الصغيرة.
- تلسنتر المنظمات الطوعية

وهي التي تصممها المنظمات الطوعية سواء المحلية أو الأجنبية وغالباً ما تكون في المناطق الريفية.
- تطور حركة التلسنتر

يمكن إرجاع بدايات التلسنتر إلي أوربا حيث بدأت باسم Telecottage (الكوخ الإلكتروني) أو القرى الالكترونية Electronic villages والتي بدأت في الدنمارك أو ما يسمى المراكز التقنية المجتمعية Community technology Centers(CMC) كما في الولايات المتحدة والتي ظهر كليهما في الثمانينات كنتيجة لتطور الحوسبة. ظهرت التلسنتر مع وجود الحاسوب والذي لم يصبح في ذلك الوقت منتشراً في المنازل لتوفير وصول الإنترنت للمجتمعات، وحتى في هذا الوقت الذي أصبح فيه الحاسوب منتشراً إلا أنها لا تزال تمثل حوجة للوصول المجتمعي للانترنت والمعلومات وخصوصاً في المناطق الريفية والتي لا تتوفر لسكانها إمكانية شراء حاسوب شخصي أو هاتف ذكي أو حتى لو امتلكتها فغالبا ماتجهل الاستفادة من كل امكاناتها أو تفتقد التدريب والإلمام باستخدام الحاسوب والانترنت كما إن التلسنتر وبجانب توفير إمكانية الوصول للانترنت يمكن أن تعمل علي تطوير القدرات البشرية وذلك من خلال التدريب على استخدام الحاسوب والتقنيات الحديثة وخصوصاً وسط الأجيال الشابة والتي لم تمكنها ظروفها من مواصلة تعليمها كما يمكن إن تعمل كمنصة للتعليم عن بعد حيث من خلالها يتمكن الدارسون من الوصول إلي المحتوى الإلكتروني للجامعات التي ينتسبون إليها.